# Эндокринология
Эндокриноло́гия (от греч. ἔνδον — внутрь, κρίνω — выделяю и λόγος — слово, наука) — наука о строении и функции желёз внутренней секреции (эндокринных желёз), вырабатываемых ими продуктах (гормонах), о путях их образования и действия на организм животных и человека; а также о заболеваниях, вызванных нарушением функции этих желёз или действиями этих гормонов. Эндокринология — одна из наиболее молодых и бурно развивающихся отраслей медицины, занимающаяся лечением заболеваний, связанных с нарушениями в эндокринной системе. Проблемы эндокринологии в той или иной степени затрагивают практически все области медицины и тесно связаны с кардиологией, онкологией, офтальмологией, гастроэнтерологией, нефрологией, урологией, неврологией, гинекологией. Эндокринология нашла себе приложение также в ветеринарии и животноводстве.
Одним из разделов эндокринологии является диабетология, изучающая процессы возникновения, развития, течения, диагностики, лечения и профилактики сахарного диабета и его осложнений. Она выделилась из общей эндокринологии в связи с получением в последние десятилетия принципиально новых данных об этиологии и патогенезе сахарного диабета, окончательным формированием представления о данном заболевании как о полиморфном хроническом синдроме, обусловленном абсолютной или относительной недостаточностью инсулина, сложностью коррекции метаболических нарушений и крайней важностью и социальной зна́чимостью проблемы сахарного диабета во всём мире.

## История
Годом возникновения современной эндокринологии считается 1848-й, когда британский врач Томас Аддисон приступил к исследованиям страшной болезни, которая начиналась с усиления мышечной слабости, утомляемости, истощения организма и завершалась смертью больного. Во время вскрытий учёный обратил внимание на нарушение коркового слоя надпочечников. 
В 1855 году Шарль Броун-Секар предположил, что надпочечники, а также, не исключено, и другие железы вырабатывают и поставляют в кровь специфические вещества, регулирующие нормальное функционирование организма. 
Дальнейшие исследования подтвердили эту гипотезу, и в 1905 году английские физиологи Уильям Бейлисс и Эрнест Старлинг впервые ввели понятие «гормон».